# Dược Sơn Duy Nghiễm

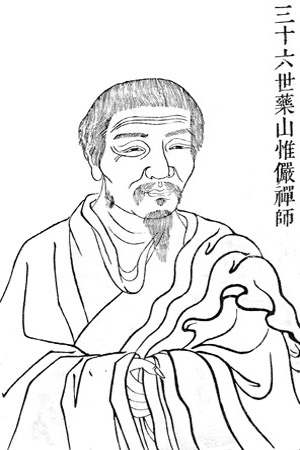
Thiền Sư Dược Sơn

Dược Sơn Duy Nghiễm (zh. yàoshān wéiyǎn 藥山惟儼, ja. yakusan igen), 745-828 hoặc 750-834, là Thiền sư Trung Quốc đời Đường, môn đệ xuất sắc của thiền sư Thạch Đầu Hi Thiên. Nối pháp của sư có nhiều người, trong đó Đạo Ngô Viên Trí, Vân Nham Đàm Thạnh và Thuyền Tử Đức Thành (Hoa Đình Thuyền Tử) là ba người được sử sách nhắc đến nhiều nhất.

## Cơ duyên
Sư họ Hàn (zh. 韓), người ở Ráng Châu (zh. 絳州), Sơn Tây. Năm 17 tuổi sư theo Thiền sư Tuệ Chiêu ở Triều Dương, Tây Sơn xuất gia.
Năm thứ tám đời Đường Đại Lịch (713), sư thọ giới cụ túc nơi luật sư Hy Tháo ở Hành Nhạc. Sư nói: "Đại trượng phu nên rời xa sự trói buộc của thanh qui giới luật mà tự mình thanh tịnh thân tâm, há lại giống như tục sĩ, mỗi mỗi đều phải bo bo theo giới cấm".

Thế là sư đến yết kiến Hòa thượng Thạch Đầu, mật thụ tâm ấn, đốn ngộ huyền chỉ. Một hôm, sư đang tọa Thiền, Hòa thượng Thạch Đầu nhìn thấy hỏi: "Ông đang làm gì nơi đó?" Sư đáp: "Cái gì cũng không làm". Thạch Đầu nói: "Nếu nói như thế thì ông đang ngồi chơi?". Sư đáp: "Nếu ngồi chơi thì cũng là một việc làm đấy!". Thạch Đầu nói: "Ông nói ông không làm bất cứ việc gì, nhưng rốt lại thì không làm việc gì?" Sư nói: "Ngàn Thánh từ xưa cũng không biết". Thạch Đầu làm kệ tán thán rằng: 
Nguvên văn:
從 來 共 住 不 知 名
任 運 相 將 只 麼 行
自 古 上 賢 猶 不 識
糙 次 凡 流 豈 敢 明
Phiên âm:
Tùng lai cộng trụ bất tri danh
Nhiệm vận tương tương chỉ ma hành
Tự cổ thượng hiền do bất thức
Tháo thứ phàm lưu khởi cảm minh.
Tạm dịch:
Bấy lâu cùng ở chẳng biết tên
Phó mặc cùng nhau theo các hành
Từ xưa Thánh hiền còn chẳng biết
Người phàm hời hợt há rõ rành. 
Có lúc Hòa thượng Thạch Đầu nói với sư: "Nếu muốn ngộ Thiền thì không nên đeo theo lời lẽ chữ nghĩa mà giao thiệp". Sư nói: "Đối với con, ngay tư tưởng không đeo theo lời lẽ chữ nghĩa cũng không giao thiệp". Thạch Đầu nói: "Ông trong đó thành kim đâm cũng không thấu" (Nguyên văn ‘Châm trác bất tấn’). Sư nói: "Trong đó như trên đá trồng hoa" (Nguyên văn ‘Thạch thượng tài hoa’). Thạch Đầu rất đồng ý.
Sau sư đến trụ trì ở núi Dược Sơn, Lễ Châu. Tăng tục khắp nơi kéo đến tham vấn hỏi đạo rất đông.
Có một đêm, sư lên núi dạo chơi, bỗng thấy mây đen tan hết, trăng sao sáng vằng vặc, bèn cao hứng cười to. Tiếng cười này vang dội đến tận phía Đông Lễ Dương, cách xa ngoài 90 dặm, cư dân nơi đó đều cho là tiếng cười từ nhà bên cạnh. Hôm sau, cư dân một dãy địa phương đó thức dậy đều hỏi nhau tiếng cười ấy từ đâu tới. Câu hỏi này lan dần đến Dược Sơn, đồ chúng mới nói với họ: "Đó là do hôm qua Hòa thượng cười to trên đỉnh núi!".
Tháng 2, năm thứ tám niêu hiệu Đại Hòa (834), sư sắp nhập diệt kêu to: "Pháp đường sập! Pháp đường sập!". Đồ chúng nghe sư phụ kêu toáng lên, đều vội chạy đến lấy cây trụ chống đỡ pháp đường. Sư quơ tay nói: "Các ông không hiểu ý ta".
Nói xong sư viên tịch, thọ 84 tuổi, tăng lạp 60. Đệ tử ruột là Xung Hư lập tháp tại góc Đông viện. Vua thụy phong danh hiệu Hoằng Đạo Đại Sư, tháp hiệu là Hóa Thành.

## Pháp ngữ
Sư thấy tăng làm vườn trồng cải nói: Cải thì không cấm ông trồng, nhưng không cho mọc rễ. Tăng làm vườn nói: Nếu không cho mọc rễ thì cải làm sao lớn? Đại chúng lấy gì mà ăn? Sư nói: Ông còn có miệng không? Tăng làm vườn không lời đối đáp.
Một hôm, viện chủ thỉnh sư thượng đường. Đại chúng vừa tụ tập đầy đủ thì chỉ lát sau đó sư quay về phương trượng đóng cửa lại. Viện chủ lẽo đẽo theo sau hỏi: Hòa thượng đáp ứng lời mời thỉnh của con thượng đường, nhưng sao lại mau quay về phương trượng thế?Sư đáp: Này viện chủ, kinh có kinh sư, luật có luật sư, luận có luận sư, để ý đến lão tăng này làm gì?
Tăng hỏi: Thế nào là Niết-bàn? Sư nói: Lúc ông chưa mở miệng gọi là gì?

Sư hỏi tăng: Từ đâu tới? Tăng đáp: Từ Hồ Nam đến. Sư hỏi: Nước Hồ Động Đình đầy chưa? Tăng đáp: Chưa. Sư nói: Mưa biết bao lâu rồi mà sao nước hồ chưa đầy vậy cà? Tăng không lời đối đáp.